# Amravati
Amravati är en stad i delstaten Maharashtra i västra Indien. Den är administrativ huvudort för distriktet Amravati och beräknades ha cirka 730 000 invånare 2018.

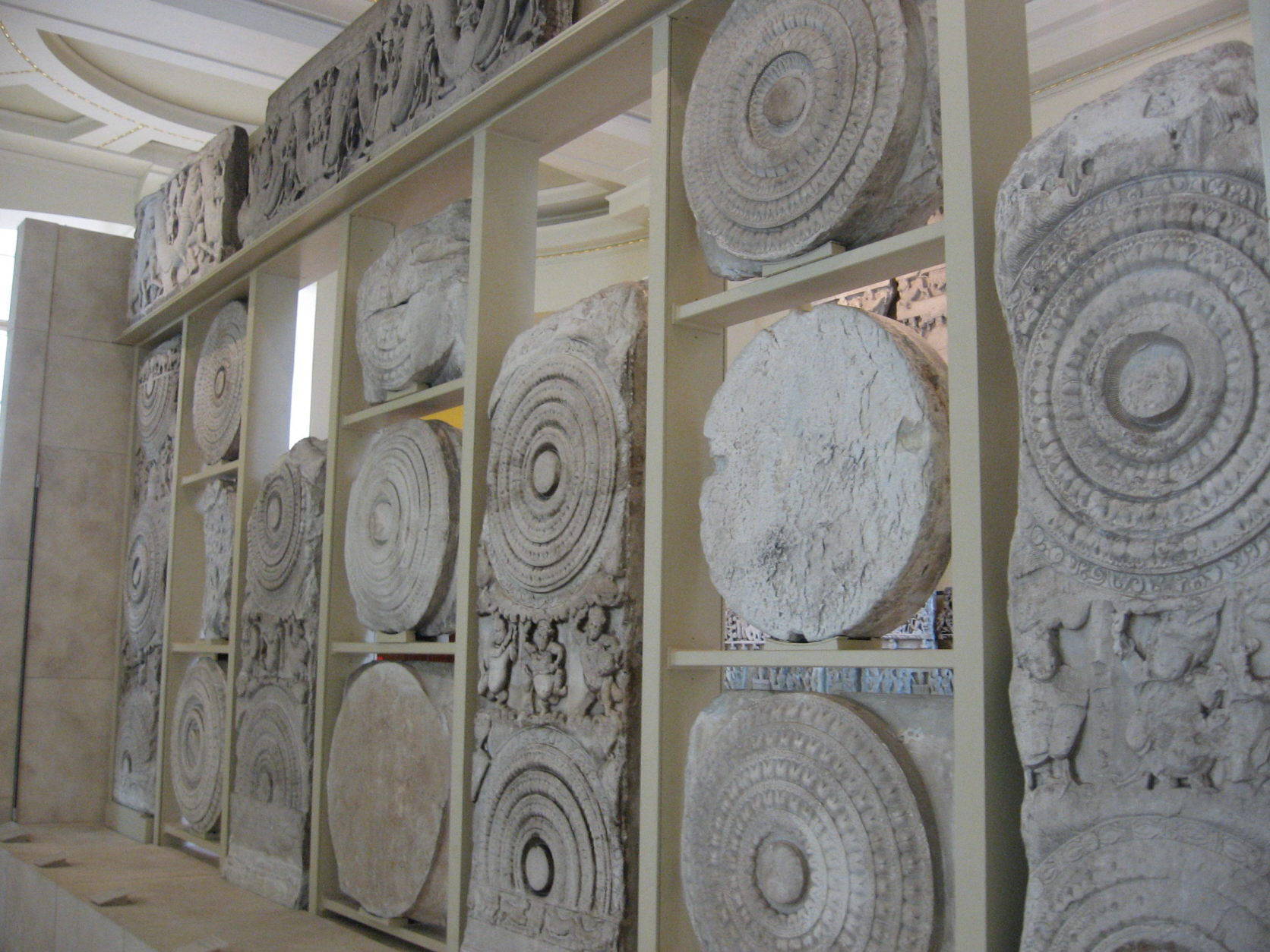
Fornlämningar från Amravati, nu på British Museum.